# Pieve dei Santi Pietro e Paolo (Biasca)
La pieve di Biasca o pieve dei Santi Pietro e Paolo era il nome di un'antica pieve dell'arcidiocesi di Milano e delle Tre valli ambrosiane.
I patroni erano san Pietro e san Paolo, ai quali è ancora oggi dedicata la chiesa prepositurale di Biasca.

## Storia
La pieve di Biasca si formò, come in molti altri casi montani lombardi, sotto forma di una comunità di valle riunendo i rappresentanti dei singoli villaggi delle valli Leventina, Riviera e di Blenio. Sullo spartiacque tra il mondo italiano e quello tedesco il primato del rito ambrosiano fu sempre indiscusso.
Nel 1339, la parrocchia di Giornico venne scorporata dalla pieve di Biasca. Successivamente fu la volta della parrocchia costituita da Bodio e Pollegio e infine, prima del 1570, di quella di Personico.
Nel 1402 iniziò una pressione espansionistica di Uri e degli cantoni svizzeri verso la pieve, che nel giro di un secolo cadde sotto il dominio elvetico venendo divisa nel Baliaggio di Leventina, nel Baliaggio di Riviera e nel Baliaggio di Blenio.
La pieve religiosa terminò nell'Ottocento quando il governo federale, come stava accadendo ovunque, pretese la rettifica dei confini ecclesiastici su quelli politici, e venne dunque creata una diocesi luganese separata da Milano, sebbene le singole parrocchie mantennero il loro originale rito liturgico.